# Élisabeth-Auguste de Palatinat-Neubourg
Élisabeth-Auguste de Palatinat-Neubourg (Élisabeth Auguste Sofie; 1693-1728) née le 19 mars 1693 et décédé le 30 janvier 1728 est la seule enfant survivante de Charles III Philippe du Palatinat. La lignée de Palatinat-Neubourg s'est éteinte avec son père fin 1742 et la lignée de Palatinat-Soulzbach hérite de ses possessions. Elle est la princesse héréditaire de Soulzbach par mariage. Cependant, tous les enfants mâles du couple meurent dans l'enfance et seules, trois filles parviennent à l'âge adulte.

## Biographie
Elle est la troisième fille de Charles III Philippe, comte palatin de Neubourg, et de sa première épouse, Louise-Caroline Radziwiłł. Sa mère est décédée le 25 mars 1695, quand Élisabeth-Auguste est âgée d'environ deux ans, et son père s'est remarié quand elle a environ huit ans à la princesse Teresa Lubomirska. Ses deux demi-sœurs, du second mariage de son père sont mortes dans l'enfance.
En 1716, son père succède à son frère Jean-Guillaume de Neubourg-Wittelsbach comme électeur du Palatinat. Établie par les deux petits-fils du duc Georges de Bavière, Othon-Henri du Palatinat et Philippe du Palatinat-Neubourg, la lignée des Neubourg est prête de s'éteindre puisque ni Charles III Philippe ni ses frères n'ont d'héritier mâle. Il est également évident que la lignée de Palatinat-Soulzbach doit leur succéder. Aussi Joseph Charles, fils aîné du comte palatin de Soulzbach Théodore-Eustache, épouse, le 2 mai 1717, Élisabeth-Auguste afin d'unir les deux lignées et éviter une nouvelle guerre de succession : le fils issu de cette union serait l'héritier indiscutable de l'Électorat du Palatinat. Cependant, tous les enfants mâles du couple meurent dans l'enfance et seules, trois filles parviennent à l'âge adulte.
Élisabeth-Auguste meurt en couches en 1728. Son mari décède l'année suivante à Oggersheim et Jean-Christian de Palatinat-Soulzbach, frère du défunt, devient l'héritier de l'Électorat du Palatinat mais il meurt en 1733. Charles-Théodore, fils du défunt, âgé de huit ans et demi, devient le nouvel héritier. Le 17 janvier 1742, âgé de 17 ans et toujours dans l'espoir d'éviter une guerre de succession, il épouse la fille d'Élisabeth-Auguste et de Joseph-Charles, également prénommée Élisabeth-Auguste. L’électeur palatin Charles III Philippe, grand-père maternel de la mariée, meurt le 31 décembre 1742 et Charles-Théodore lui succède devenant à son tour électeur. L'Europe est alors plongée dans la Guerre de succession d'Autriche. Le 30 décembre 1777, Charles-Théodore recueille la succession de Maximilien III Joseph et réunit sous son sceptre toutes les possessions de la Maison de Wittelsbach qui seront élevées au rang de royaume par l'empereur des Français Napoléon 1er en 1805.

## Enfants
Elle épouse à Innsbruck en 1717 Joseph Charles de Palatinat-Soulzbach, fils de Théodore-Eustache de Palatinat-Soulzbach et Marie-Éléonore de Hesse-Rheinfels. Ils ont les enfants suivants:
- Charles Philippe (1718-1724)
- Innocenza Maria (1719-1719)
- Élisabeth-Auguste de Palatinat-Soulzbach (1721-1794), épouse Charles Théodore, électeur de Bavière
- Marie-Anne de Palatinat-Soulzbach (1722-1790), épouse Clément-François de Bavière, comte Palatin du Rhin
- Françoise de Palatinat-Soulzbach (1724-1794), épouse Frédéric-Michel de Deux-Ponts-Birkenfeld, second fils de Christian III de Deux-Ponts-Birkenfeld
- Charles Philippe Auguste (1725-1728)
- un fils, mort né (1728-1728)

Par le biais de sa fille Françoise, elle est une des grands-mères de Maximilien Ier Joseph de Bavière qui succède à Charles Théodore comme électeur palatin en 1799.